# Drexlerova pila
Drexlerova pila (německy Streckenmühle nebo Strecken Mühle) je zaniklá vodní pila poháněna umělým náhonem z řeky Odry. Ruiny pily se nacházejí jihovýchodo-východně od Pivovarského kopce na katastru zaniklé obce Velká Střelná ve vojenském újezdu Libavá v pohoří Oderské vrchy (subprovincie Nízkého Jeseníku) v okrese Olomouc v Olomouckém kraji. V roce 1946 došlo k vysídlení německého obyvatelstva ze Sudet a následným vznikem vojenského újezdu Libavá pila zanikla. O pile není mnoho informací. Protože se Drexlerova pila nachází ve vojenském prostoru, je bez příslušného povolení veřejnosti nepřístupná.

## Další informace
Dále po proudu řeky Odry, u soutoku Střelenského potoka a Odry, se nachází zaniklá osada Velkostřelenský Mlýn.
Dále proti proudu řeky Odry se nachází zaniklá osada Novoveský Mlýn.
Obvykle jedenkrát ročně může být Drexlerova pila a její okolí přístupné veřejnosti v rámci cyklo-turistické akce Bílý kámen.

## Galerie

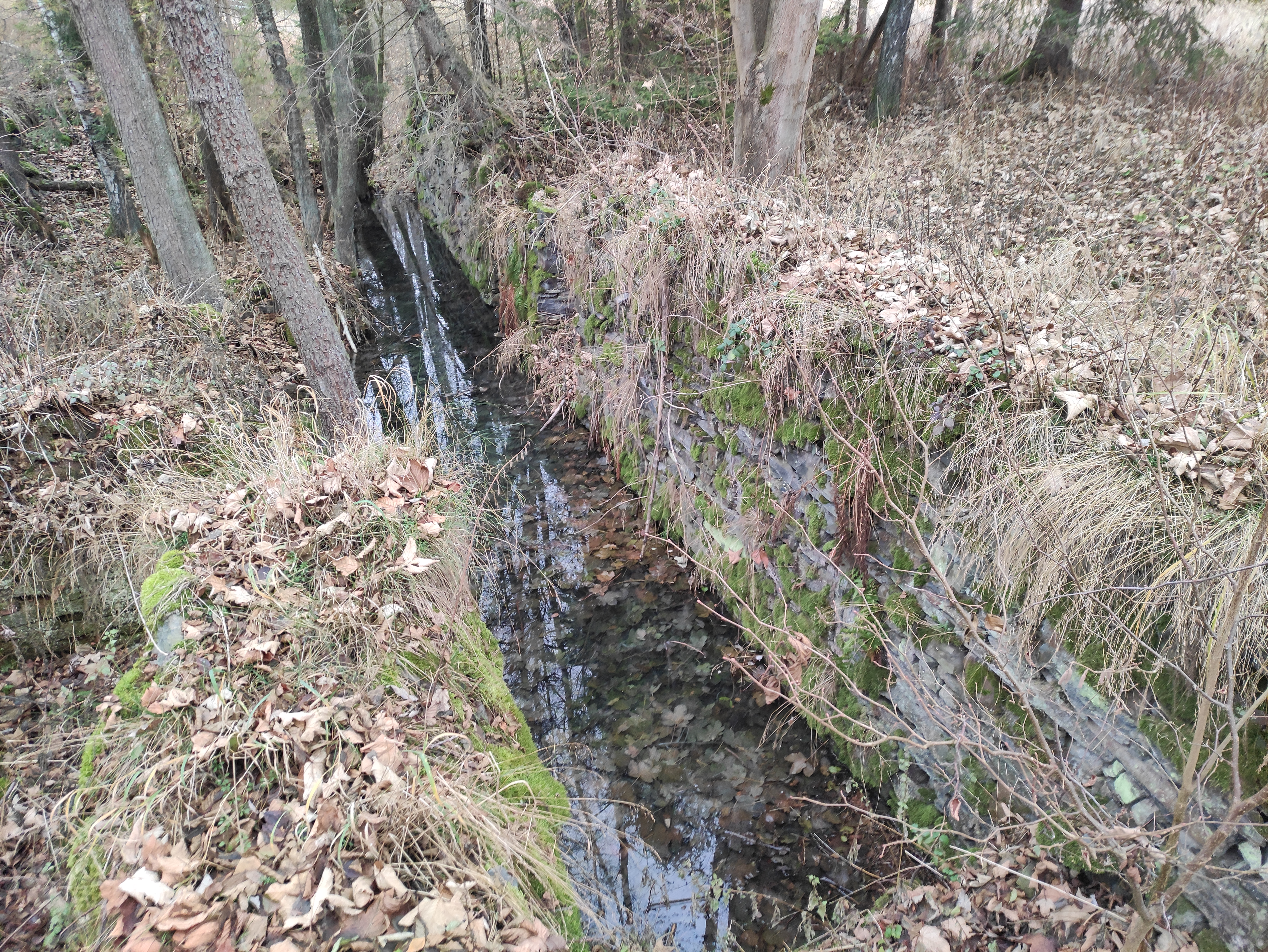
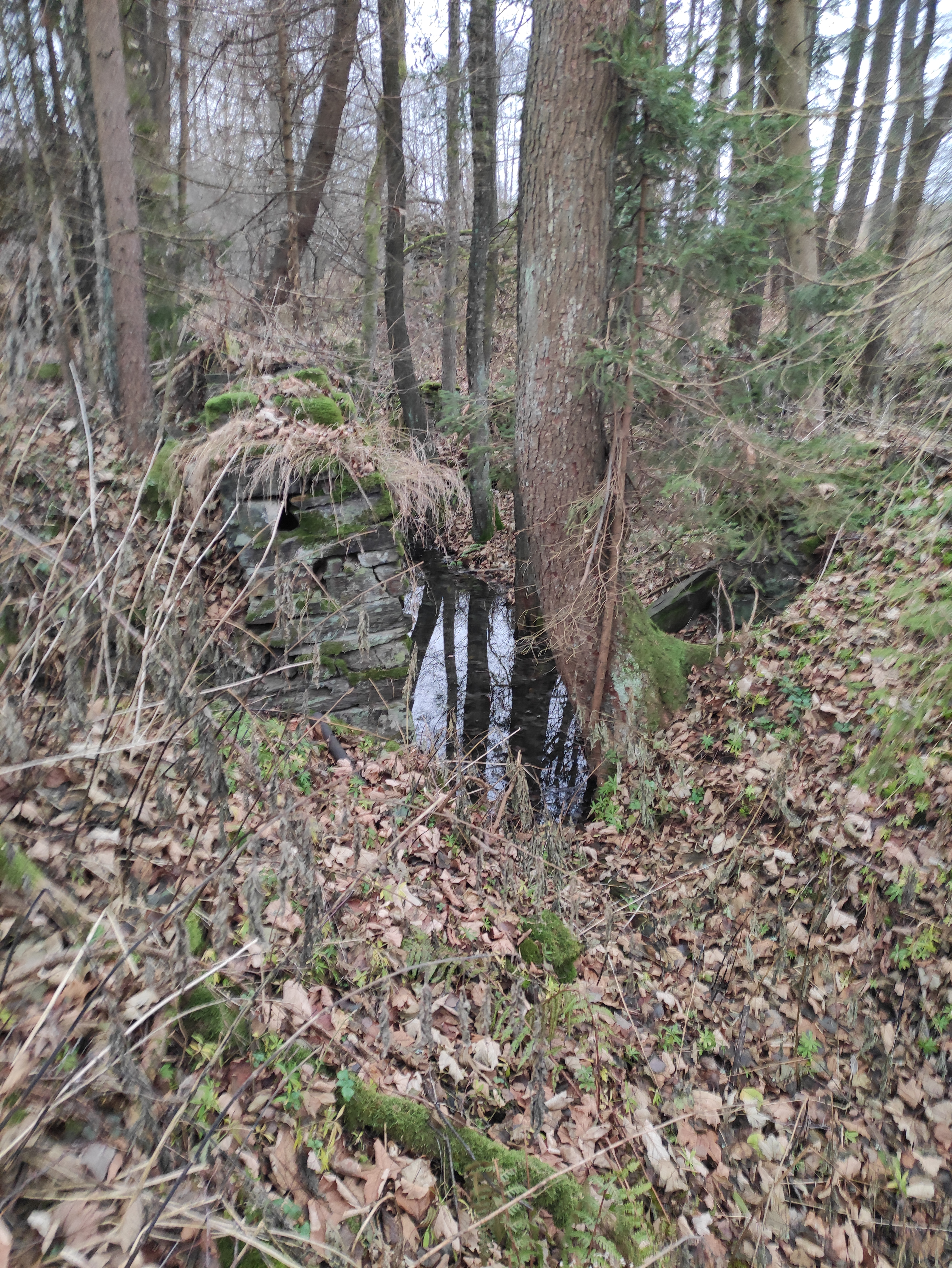
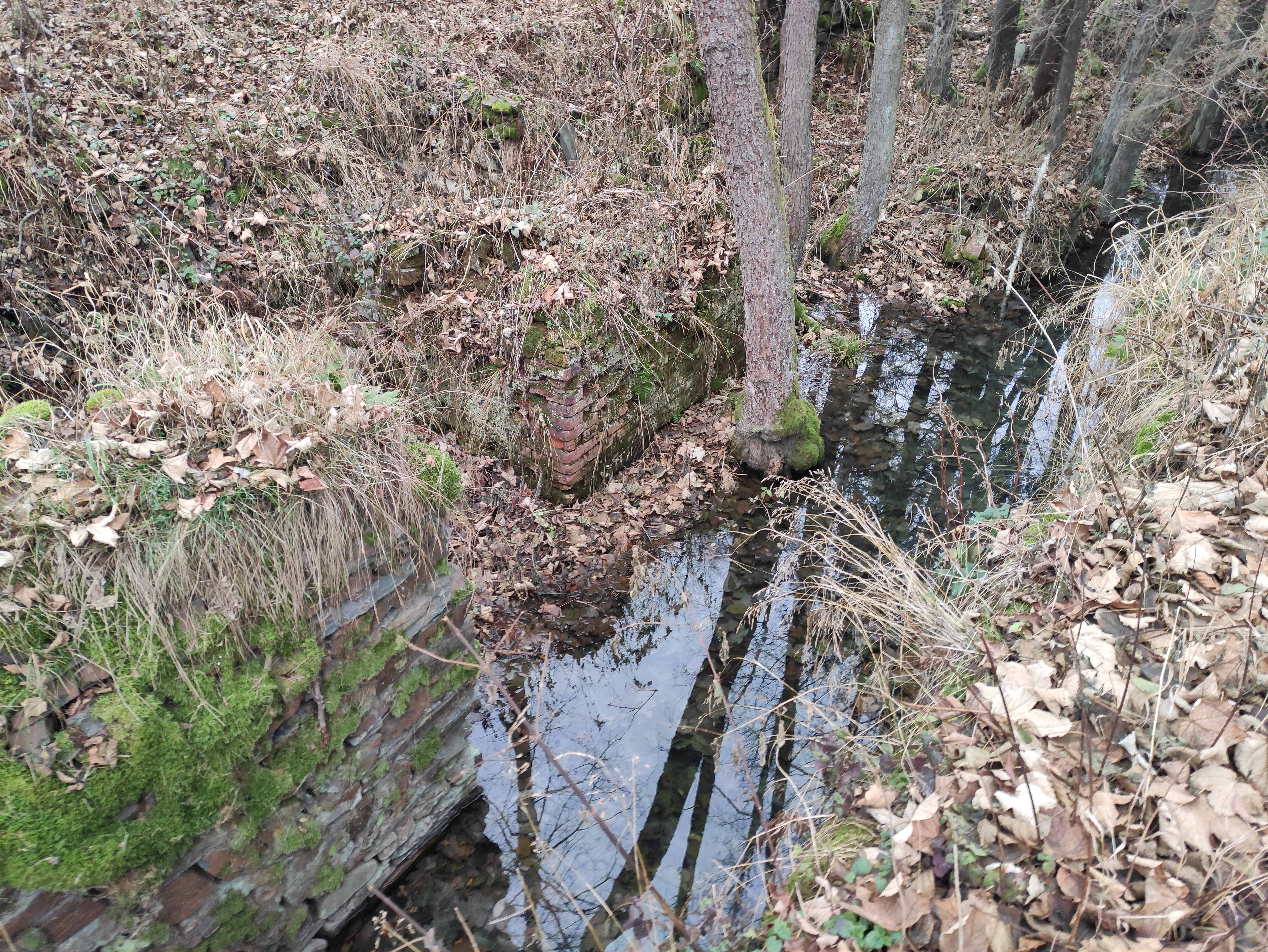